# Troldesten

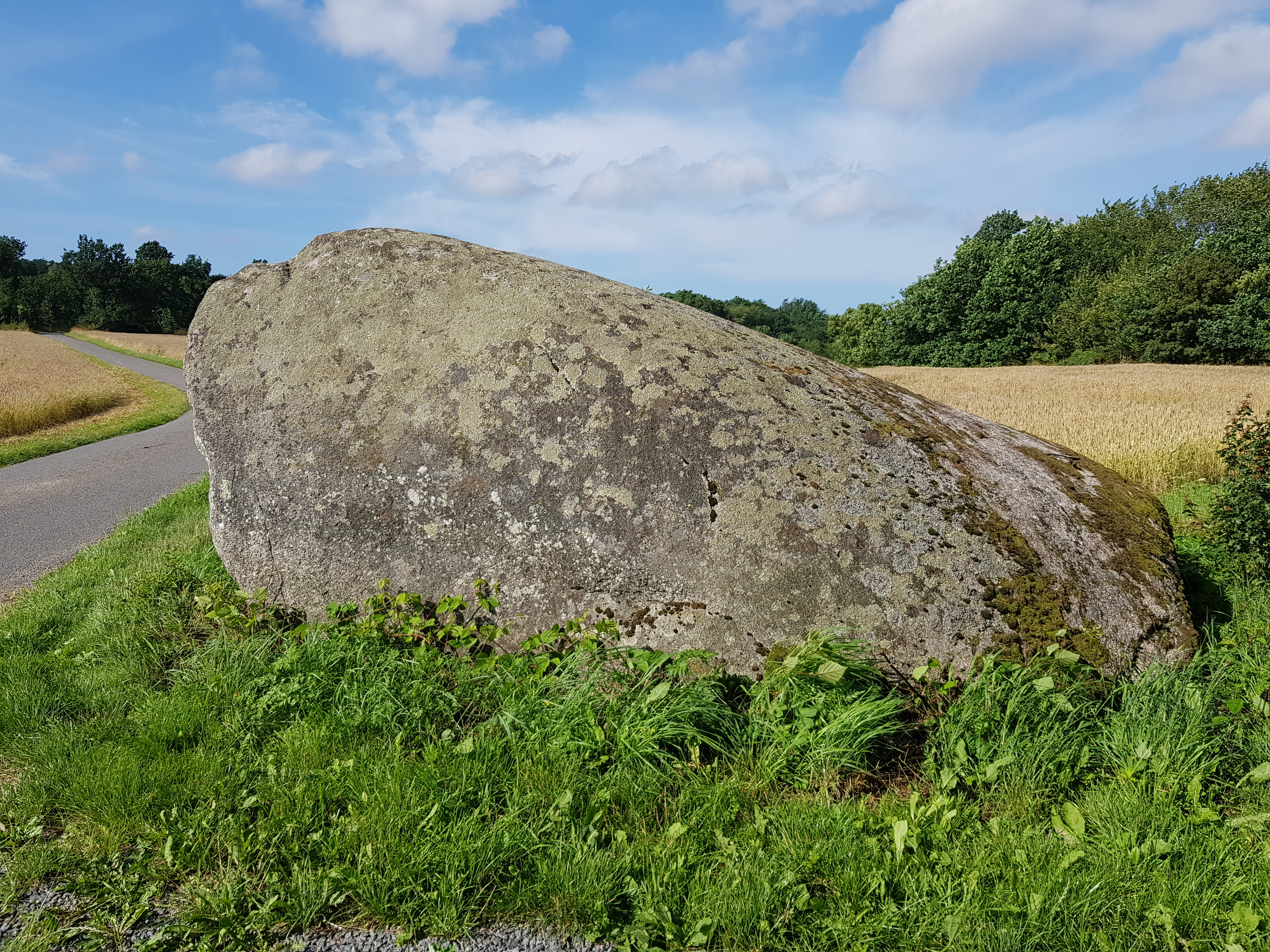
Der Troldesten am Fårebrovej

Kirchspiel Bodilsker

Der Troldesten (auch Troldesten Bodilsker deutsch „Trollstein“) am Fårebrovej im Døvredal, westlich von Nexø, auf der dänischen Insel Bornholm ist ein Findling. Der Stein aus Granit lag ursprünglich an einem Hohlweg, der vom Døvredal auf die Hochheide führt. Der Name Troldesten ist in Dänemark häufig. Der Findling Trolde Sten Biersted liegt in der Jammerbugt Kommune.
Der Legende nach rotieren Findlinge auf der Insel, wenn sie frisch gebackenes Brot riechen. Derartige Berichte sind von mehr als 10 verschiedenen Orten auf der Insel bekannt. Das ist ein Überbleibsel eines Kultes bei dem kinderlose Frauen frisch gebackenes Brot auf den Steinen opferten, um Kinder zu bekommen.
Von einem Teil der mindestens 175 Findlinge auf Bornholm sind eine oder mehrere Legenden bekannt. Einige nennt der Folkloreforscher August F. Schmidt im Jahre 1932 in dem Buch „Danmarks Kæmpesten i Folkeoverleveringen“. Der Findling soll auch ein Stein sein, den ein schwedischer Riese nach der Paulskirche geworfen hat.
Auf der Südseite des Steins finden sich Schälchen die wahrscheinlich aus der Bronzezeit (1100–500 v. Chr.) stammen.
In der Nähe befinden sich mit dem Døvresten auf der Südseite des Døvredal gegenüber Tyvedalsklippen und dem Svenskesten, zwei weitere Findlinge und die Bautasteine im Gryet.